# Karl-Anton Faßbender
Karl-Anton (Toni) Faßbender (* 30. August 1902 in Köln; † 15. Dezember 1972 in Siegen) war ein deutscher Geiger und Musikpädagoge.

## Leben und Karriere
Toni Faßbender wurde als erstes von fünf Kindern des Musiklehrers Franz Faßbender und seiner Ehefrau Anna-Veronika Faßbender, geb. Metzmacher, in Köln geboren. Aufgrund seiner früh erkannten musikalischen Begabung erhielt er im Alter von zehn Jahren eine Freistelle für die Violin-Klasse des Städtischen Konservatoriums Köln (heute Hochschule für Musik und Tanz), wo er von 1912 bis 1923 studierte. Zu seinen Lehrern gehörten Karl Körner und Bram Eldering. Im Sommer 1923 erhielt er sein "Reifezeugnis" als Konzertspieler.
Faßbender begann seine berufliche Laufbahn als Konzertmeister des Philharmonischen Orchesters Hagen von September 1923 bis September 1924. Anschließend war er von September 1924 bis Januar 1933 als 2. Konzertmeister im 1923 gegründeten Kölner Kammerorchester unter dem Leiter Hermann Abendroth tätig. Von Oktober 1933 bis April 1937 wirkte er als 1. Geiger im Großen Orchester des Kölner Reichssenders (heute Westdeutscher Rundfunk Köln). Im Mai 1937 übernahm Faßbender die Position des 1. Konzertmeisters der Dresdner Philharmonie, wo er bis September 1942 tätig war. Während seiner Zeit in Dresden unterrichtete er auch eine Violinklasse am an der Städtischen Musikschule Dresden (heute Hochschule für Musik Carl Maria von Weber, Dresden). Mit dem 1933 gegründeten „Fassbender Trio“ widmete er sich der Kammermusik. Toni Faßbender spielte unter namhaften Dirigenten wie Hermann Abendroth, Gustav Classens, Kurt Eichhorn und Paul von Kempen. Er trat auch als Solist mit der Dresdner Philharmonie in verschiedenen Konzerten auf, unter anderem bei zahlreichen Serenaden im Zwinger.
Im September 1942 folgte Faßbender einem Befehl Erich Kochs, des Reichskommissars für die Ukraine, der ihn im Rahmen der nationalsozialistischen Germanisierungspolitik als Konzertmeister an der Großen Oper Kiew (heute Taras-Schewtschenko-Opernhaus) und als Lehrer am dortigen Kiewer Staatlichem Konservatorium (heute Nationale Musikakademie der Ukraine Peter Tschaikowski) einsetzte. Die schrittweise Rückeroberung der Ukraine durch die Rote Armee zwang Faßbender im September 1943, wieder nach Dresden zurückzukehren.
Nach dem Krieg war er zuerst in Schleswig-Holstein ansässig, 1953 wechselte er seinen Wohnsitz dann nach Gelsenkirchen. 
1960 nahm er seinen Wohnsitz zusammen mit seiner Familie in Siegen, gründete dort das „Collegium Musicum“, das er bis 1969 leitete. Er unterrichtete an der VHS Siegen und konzertierte kammermusikalisch in wechselnden Besetzungen bis zu seinem Tod im Dezember 1972.

## Nachweise
1. ↑  Arbeitsgemeinschaft für rheinische Musikgeschichte: Mitteilungen 91, Februar 2009. S. 71, abgerufen am 25. März 2024.
2. 1 2  Arbeitsgemeinschaft für rheinische Musikgeschichte: Mitteilungen 91, Februar 2009. S. 72, abgerufen am 25. März 2024.
3. ↑  Musik in Köln: Kölner Kammerorchester, abgerufen am 25. März 2024
4. 1 2  Adelheid Schloemann, Claudia Woldt (Herausg.): 150 Jahre Dresdner Philharmonie 1870-2020. S. 89, abgerufen am 25. März 2024.
5. ↑  Adelheid Schloemann, Claudia Woldt (Herausg.): 150 Jahre Dresdner Philharmonie 1870-2020. S. 233, abgerufen am 25. März 2024.
6. ↑  Dr Barbara Wiermann: musiconn.performance. Abgerufen am 25. März 2024.
7. ↑  Stadt Gelsenkirchen: Jahreschronik 1955. Abgerufen am 25. März 2024.
8. ↑  Collegium Musicum Siegen e.V.: Über uns. Abgerufen am 25. März 2024.

| Personendaten    | Personendaten                      |
| ---------------- | ---------------------------------- |
| NAME             | Faßbender, Karl-Anton              |
| ALTERNATIVNAMEN  | Faßbender, Toni                    |
| KURZBESCHREIBUNG | deutscher Geiger und Musikpädagoge |
| GEBURTSDATUM     | 30. August 1902                    |
| GEBURTSORT       | Köln                               |
| STERBEDATUM      | 15. Dezember 1972                  |
| STERBEORT        | Siegen                             |